# Bipunctiphorus nigroapicalis
Bipunctiphorus nigroapicalis (B. Landry & Gielis, 1992) è un lepidottero appartenente alla famiglia Pterophoridae, diffuso nelle isole Galápagos e nel Venezuela.
La sua apertura alare misura dagli 11 mm ai 15 mm. Gli adulti volano da gennaio ad aprile e da settembre ad ottobre.